# Havålfamilien
Havålfamilien (latin Congridae) er værdifulde og ofte store spisefisk. Familien favner over ca. 150 arter fordelt over 32 slægter.
Den europæiske Conger conger (havål) er familiens største repræsentant og der er fanget individer på op til 3 meters længde og vejende 110 kg.

## Slægter
- Acromycter
- Ariosoma
- Bassanago
- Bathycongrus
- Bathymyrus
- Bathyuroconger
- Blachea
- Chiloconger
- Conger (med blandt andre havål)
- Congrhynchus
- Congriscus
- Diploconger
- Gnathophis
- Gorgasia
- Heteroconger
- Japonoconger
- Kenyaconger
- Leptocephalus
- Lumiconger
- Macrocephenchelys
- Ophisoma
- Parabathymyrus
- Paraconger
- Poeciloconger
- Promyllantor
- Pseudophichthys
- Pseudoxenomystax
- Rhechias
- Rhynchoconger
- Scalanago
- Uroconger
- Xenomystax